# Östra Göinge (comuna)
Östra Göinge (em sueco: Östra Göinges kommun) é uma comuna da Suécia localizada no condado de Escânia. Sua capital é a cidade de Broby. Tem 432 quilômetros quadrados e pelo censo de 2018, havia 14 915 habitantes.